# Max Görner
Max Görner (* 10. Mai 1939 in Auerswalde, Gemeinde Lichtenau) ist ein deutscher Maler und Grafiker.

## Leben und Werk
Max Görner wohnte bis zu seinem 11. Lebensjahr im Pfarrhaus der Kirche St. Ursula, wo sein Vater Max von 1928 bis 1950 Pfarrer war. Der Vater hatte 1937 seine Frau Else, geb. Fleischer aus Auerswalde, geheiratet.
Neben Max hatten sie noch drei weitere Kinder: Christoph, Maria und Christina.
Nach dem Abitur absolvierte Görner von 1957 bis 1964 ein Theologiestudium an der Ernst-Moritz-Arndt Universität Greifswald. In dieser Zeit war er auch Gaststudent am dortigen Institut für Kunsterziehung. 1964 bis 1969 studierte er Malerei an der Kunsthochschule Berlin-Weißensee. 1969 bis 1971 arbeitete Görner in Berlin als freischaffender Maler und Graphiker, von 1972 bis 1974 war Görner Assistent an der Kunsthochschule Berlin-Weißensee und von 1974 bis 1977 Meisterschüler bei Karl Erich Müller an der Akademie der Künste der DDR. Ab 1977 war er an der Kunsthochschule Berlin-Weißensee in der Lehre tätig, ab 1986 als Dozent für Zeichnen, Gestalten und Farbenlehre und seit 1992 bis zu seiner Emeritierung als Professor. 1991 bis 1994 und 1998 bis 2004 war er Prorektor der Schule.
Max Görner war mit Frau Angelika verheiratet († 2022) und hat mit ihr ein Kind (Tochter Anna Görner, selbst Gestalterin, Malerin und Zeichnerin). Er wohnt in Berlin.

## Werke (Auswahl)
- Geigenspieler (Tafelbild, Öl; 1969/1970; 1972/1973 ausgestellt auf der VII. Kunstausstellung der DDR)[4]
- Alter Mann mit Buch (Tafelbild, Öl; 1982; 1982/1983 ausgestellt auf der IX. Kunstausstellung der DDR)[5]
- Der Geiger (Mischtechnik, 1982)[6]
- Arbeiterporträt Herbert Müller (Öl; 1986/1987; im Bestand des Kunstarchivs Beeskow)[7]

## Einzelausstellungen (Auswahl)
- 1979 Dresden, Galerie Comenius im Klub der Volkssolidarität
- 1980 Hoyerswerda, Kleine Galerie des Kulturbunds
- 2001 Auerswalde, Dorfgalerie im Dorfgemeinschaftshaus
- 2012 Putbus, Orangerie (mit Angelika und Anna Görner)